# AEG 12X型电力机车
AEG 12X型电力机车是由AEG于1994年建造的一台实验性高效电力机车，并一直作为试验平台和测试机车运行直至2010年。它在德国铁路系统内被定型为德国铁路128型电力机车，但始终由AEG持有。机车的设计特点是多项技术的创新，包括使用新型的半导体和水冷电力电子设备、全新的动力总成概念、全新的转向架构造、以及可提升空气动力性能的突出式风领，这也造就了机车独特的外形。
机车的开发始于德国铁路在1990年代初对设计一款多用途机车的招标，当采购方逐渐倾向于用不同的机车对应不同的服务领域后，设计开始朝着模块化的方向发展。12X型机车亦成为用于牵引中等载重货运列车的德国铁路145型电力机车的研发基础，并随着进一步的发展最终促成了庞巴迪TRAXX的模块化机车产品平台面世。

## 历史

### 开发121型机车
120型电力机车是原德国联邦铁路首台使用三相异步交流感应电动机的电力机车，也是多用途机车概念的先行者，它可同样适用于货运、客运和高速列车的牵引任务。德国联邦铁路自1979年起接收了5台样车，随后所有的德国本土机车制造商均自1987年起参与了其余60台同型机车的制造。1991年，德国联邦铁路又开始向各铁路制造商征求新的500台多用途机车方案，它要求改良设计并提升连续牵引功率至5.6-6.4兆瓦（7500至8600匹马力），代号为121型机车。同时原德国国营铁路也考虑采购200台。
作为121型机车竞标对手，ABB亨舍尔自1991年12月起开始在4台120型样车中进行测试，并将其重新定型为实验编号752型。而AEG作为轨道车辆电气部件的供应商，此时仍为戴姆勒-奔驰的一部分，则开始研发一个新的动力总成概念，以及基于可關斷晶閘管（GTO）技术的水冷变流器、辅助变流器和基于微处理器的牵引力控制系统。1992年，AEG接管了前东德的亨尼希斯多夫电力机车厂（简称），并将其更名为AEG轨道车辆有限公司（AEG Schienenfahrzeuge GmbH），并入AEG铁路系统（AEG Bahnsysteme）的业务部门。而LEW此前已经开发出了轻量化的车身结构、更好的空气动力学和高速传动装置。AEG将这些结合在一起并继续开发工作，旨在生成一台完整的机车。新开发的基于可關斷晶閘管变流器在1992年底被装配至752 002号车，并在次年1月开始进行测试；新的AEG动力总成则被装配至120 118号车，自1993年起开始进行测试。

### 12X项目
在此期间，德国联邦铁路于1992年10月取消了121型机车的招标，这是由于开发价格过高，同时采购方的组织架构和运营情况也发生了改变。随着铁路改革的推进，德国联邦铁路和德国国营铁路即将于1994年合并为德国铁路，而德国铁路为长途客运、区域客运和货运业务领域划分了不同的机车车辆，这使得多用途机车的概念显得不再必要了。而货运部门将优先考虑与高速列车服务共用一款多用途机车。从1993年底起，德国铁路的业务部门及其前任开始对专门针对其特定需求的电力机车进行重新招标。
机车制造商为应对形势的转变，开始专注于它们的模块化设计，并允许通过移除或重置多用途机车的部件，从而衍生出不同的机车。在121型机车的招标取消后，AEG以非正式的项目名称“12X”继续开展研发工作，并决定自己制造一台原型机。这项决定也是出于1994年铁路改革的进一步要求，导致了铁路运营商必须发出整车标书，而不仅是让制造商在零部件的层面上参与竞争，并要设立对车辆进行审批的独立机构。AEG为12X的发展计划共斥资4,000万马克，机车本身的建造则另外花费了800万马克。AEG对这款多用途的实验机车漆以红、白两色的企业涂装，将其命名为12X型机车（大写字母X），并在1994年6月30日举行了首次出厂仪式。虽然机车为AEG所拥有，但德国铁路亦将其定型为德国铁路128型机车，并编号为128 001号。

### 调试、改造及租赁运营
在拖曳测试和静态测试完成后，12X型机车在1995年4月10日进行了首次自主试运行。1995年9月和10月，12X型机车又在德国铁路滚动台进行的速度模拟测试中达到330公里/小时。与此同时，AEG收到了一个商用低速版本的衍生型号订单——德国铁路145型电力机车。为了对使用在145型机车上的部件进行运营试验，12X型机车首先完成了针对160公里/小时的初步调试，随后租赁至德国铁路，于1995年8月22日首次牵引定期城际列车班次运营。
1996年，ABB公司与戴姆勒-奔驰将它们的铁路业务部门整合为一个全新的合资企业——Adtranz。1996年1月31日，Adtranz在纽伦堡玩具展期间为128 001号机车展示了一个全新的改良涂装。车身上漆有联合国儿童基金会的广告、Adtranz标志以及广告赞助商马克林的标志。同年2月，机车继续进行最高时速至280公里/小时的调校试验，随后又达到283公里/小时，并在1996年夏天通过了220公里/小时的审核。
Adtranz还利用12X型机车作为平台测试更先进的电力电子设备。在1997年底，机车搭载了新型的絕緣柵雙極晶體管（IGBT）变流器，这是该技术在全球范围内的机车中的首次应用。1998年初，牵引力控制系统的电子设备也被更换。该机车还获得了最终的涂装，在侧壁上漆以彩虹色波浪纹图案。经过在勒奇山铁路牵引BLS公司的列车进行广泛的试验和试运行后，机车回到了亨尼希斯多夫。在随后的几年中，机车交替进行运行测试，以测试机载系统和测试Adtranz新机型的调校服务，并租赁至德国铁路的货运部门和巴斯夫牵引定期货运班次。
2001年5月，Adtranz被庞巴迪运输收购。庞巴迪继续使用12X型机车作为试验车型，并将其驻扎在瑞士的欧瑞康工厂。至2010年7月，机车又返回亨尼希斯多夫工厂。

### 12X機車在德國及瑞士以外發展
1994年5月，挪威國家鐵路為引進大功率交流傳動機車進行招標，當中AEG公司以本型機車技術平台方案入標。但是，挪威國鐵最後決定採購ABB（及後與AEG亦被併購至Adtranz）的Re465型電力機車，並按挪威的實際需要重新設計，另行定型為El 18型。故此，12X的第二次出口方案告吹。

## 技术特点
12X型机车的设计保留了120型机车的基本配置：拥有两副转向架、每副转向架拥有两副轮轴，每轴由一台独立的三相异步电动机驱动；设于斜顶边缘的电动机风冷设备和冷却排气装置；以及带有密闭墙和中央通道的气密式机械室。

### 电气部分
主变压器被安装在两副转向架之间的底板下。它有6条次级绕组作为牵引电路，其中一条供应车载辅助装备和电池充电，另一条则用于对牵引列车供电。辅助绕组连接至两台120千伏安的辅助变流器。
两副转向架各有一台牵引变流器，它们被置于主变压器的正上方，位处中央通道的两侧，以尽可能的保持较短的电源线和一个对称的重量分布 。变流器最初使用模块化制造的两个水冷式可断晶闸管，它可以进行调节，从而允许控制电路的构造具有比常规晶闸管少得多的部件。每台变流器中的3个模块之一作为变压器绕组和直流电压中间回路之间的四象限整流器，另外2个模块则作为逆变器提供三相可变电压可变频率输送至转向架的两台电动机，从而实现独立的轴控。用作直流接触网供电的直流斩波器也被预置。在牵引力和电力控制方面，机车配备了GEATRAC II系统，它由32位元微处理器组成，允许软件独立于硬件之外运作和更新。随着Adtranz对机车进行升级，基于可断晶闸管的变流器被絕緣柵雙極晶體管所取代，后者可适应多电压条件下的运作，同时控制技术也更换为Adtranz当时最新的MITRAC系统。

### 机械部分
12X型机车搭载了新开发的GEALAIF动力总成，其中GEA是指AEG公司，LAIF则表示带有集成式牵引电动机的机车动力总成（Lokomotiv-Antrieb mit Integriertem Fahrmotor）。电动机轴端与动力总成的小齿轮轴端通过膜片联轴器相连，它采用可旋转的径向刚性材质，但可轻微弯曲。GEALAIF概念的主要创新在于小齿轮轴端采用轴承的两侧支撑，而不是仅在电动机一侧。这种解决方案减轻了小齿轮轴端和相连的电动机轴端之间的弯曲力矩，从而大规模的降低了两者的尺寸和重量。动力总成和电动机的集成还包括强制风冷气流的逆转，通过冷却气流向下穿过电动机的动力总成端，还可对小齿轮实现降温。动力总成以传动轴驱动轮对，它采用空心轴传动的方式。
转向架的轴距为2,600毫米，较类似的机车的更短，这一设计的目的在与减少通过弯道时的受力及磨损。而在早前的测试中，德国铁路的工程师们对设计持质疑态度，这是由于被安装在752 004号机车的另一副短型转向架，轴距为2650毫米的ABB制灵活浮动(Flexifloat)转向架原型曾存在不少问题。然而，经过滚动台测试和线路测试的结果表明其运行是稳定可靠的。其一系悬挂采用金属螺旋弹簧，二系悬挂采用柔性圆弹簧悬挂。转向架和车体间的牵引力是通过斜拉杆的方式进行传动。
机车车体采用轻量化的构造，其目的是使12X型机车成为重量在84吨动力级别中最轻的机车。处于工作状态下的机车成品实际重量为85.9吨。机车车体的支撑结构由底架和机械室侧壁组成，并采用钢质材料。车顶、驾驶室和在底架下覆盖变压器的保护罩均由塑料及复合材料制成，它们被粘合在钢质结构中。倾斜的顶板通过边缘过渡到侧壁的斜面端，并突起超过车头高度，这种风领式的设计可以增强机车在通过隧道、车站和列车交会时的稳定性。

### 其它特点
环境的可持续性发展是12X型机车开发的原则之一。电力电子设备中由福伊特提供的冷却系统使用带有乙二醇的自来水作为防冻剂，而不是油质或油质代用品。对于机车的外部涂装，水溶性涂料被用于取代有机溶剂比例很高的双组分涂料。与以往系统偏离的还包括空调设备，它使用的是不含氯的制冷剂。
12X型机车的部件被开发为可移除、替换和重置的模块化系列版本。AEG曾构想在12X型机车的部件基础上配置4种基本车型：在原始的12X型机车配置中用于快速服务的高性能机车；用于高速电联车和只有单个驾驶室的动力端；用于区域交通的轻载机车；以及两端各有一个驾驶室的重载双机车。AEG也考虑用12X型机车的部件随电力电子设备安装在电联车的地板下方，并改善用于多系统电压的变流器设备。模块化的目的还在于允许部件随着科技的进步替换为更具现代化的部件，以延长车辆的使用寿命。

## 衍生车型

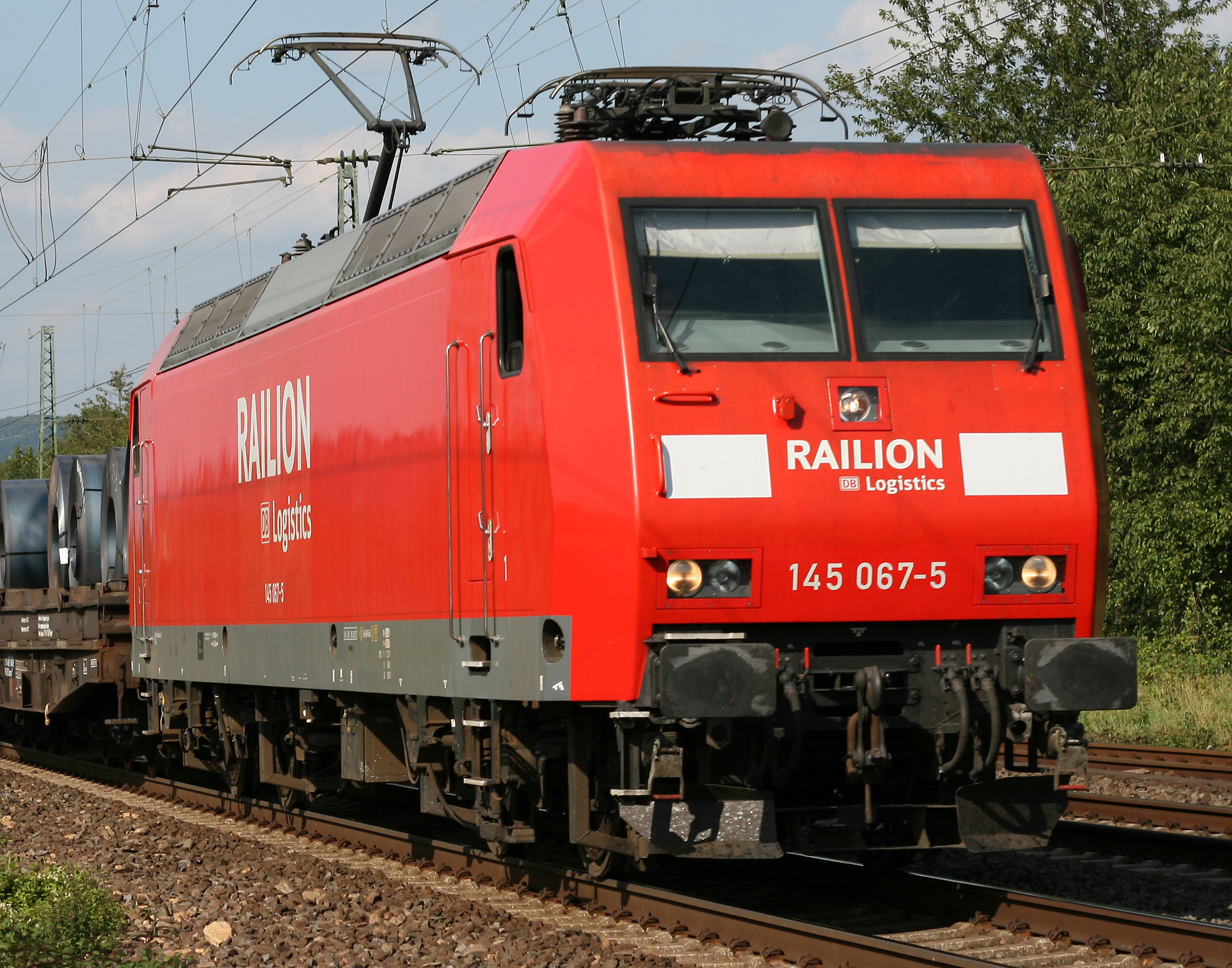
145 067号机车

1994年11月，德国铁路选择了AEG作为其货运业务领域德铁货运（即如今的德铁辛克铁路）的供应商，开发制造80台中量型货运机车——德国铁路145型电力机车。最初的145型机车是12X型机车的廉价衍生品，它摒弃了用于高速运行的部件，包括空心轴传动，取而代之的是更为简化的轴悬式传动。在AEG铁路系统与ABB运输合并为Adtranz后，机车的最终设计被改变为与德国铁路101型电力机车拥有更多的共性，后者原本也是德国铁路在同期向ABB订购的高速客运机车型号。尤其是145型机车所搭载不太先进的可断晶闸管酯冷逆变器和酯冷主变压器均是来自101型机车。同时转向架设计也作出了修改以适应原ABB开发的灵活浮动系列，其轴距被增至2,650毫米。
随后，Adtranz在1998年宣布，145型机车将成为该公司开展模块化电力机车计划的主要平台。由145型机车衍生的机车型号还包括用于国际运输业务、搭载双电压操作系统版本的德国铁路185型电力机车，后者在1998年7月由德国铁路率先订购。在庞巴迪运输于2001年收购Adtranz后，其在185型机车的基础上完全实现了模块化机车平台的理念，并于2003年将此命名为庞巴迪TRAXX。

## 延伸阅读
- （德文）Karl Gerhard Baur: Die Baureihen 145, 146 und 185. EK-Verlag, Freiburg 2002, ISBN 3-88255-145-3